# Kääpa (Võru)
Kääpa (Duits: Kaapa) is een plaats in de Estlandse gemeente Võru vald, provincie Võrumaa. De plaats heeft de status van dorp (Estisch: küla). De bevolkingsontwikkeling blijkt uit het volgende staatje:
| Jaar            | 2000 | 2010 | 2011 | 2018 | 2020 | 2021 |
| --------------- | ---- | ---- | ---- | ---- | ---- | ---- |
| Aantal inwoners | 318  | 323  | 309  | 273  | 250  | 246  |

Tot in oktober 2017 hoorde Kääpa bij de gemeente Lasva. In die maand werd Lasva bij de gemeente Võru vald gevoegd.

## Geografie
Op het grondgebied van Kääpa komt de rivier Iskna uit op de rivier Võhandu. De Tugimaantee 65, de secundaire weg van Võru naar Räpina, komt door het dorp. Bij het dorp ligt een klein meer, het Kääpa Palojärv (0,4 ha).
Bij Kääpa ligt een offersteen, de Kääpa Kuningakivi (‘Koningssteen’). De steen is 4,2 meter lang, aan de breedste kant 3,9 meter breed en aan de smalste kant 2,1 meter. Het grootste deel van de steen ligt ondergronds; gemiddeld steekt de steen ongeveer 12 centimeter boven de grond uit. Volgens een legende heeft koning Karel XII van Zweden op de steen gezeten, vandaar de naam.

## Geschiedenis
De naam Kääpa is afgeleid van kääbas, het Estische woord voor ‘grafheuvel’. Op het grondgebied van Kääpa liggen er enkele tientallen. Ze dateren uit de jaren 600-1000. Een van de eersten die ze onderzochten was Friedrich Reinhold Kreutzwald. In 1922 is uitgebreider onderzoek gedaan.
Aan de oever van de Võhandu zijn in de jaren zestig en zeventig van de 20e eeuw resten van twee nederzettingen gevonden die dateren van ca. 4000 v.Chr. en ca. 1000 v.Chr.
Het dorp Kääpa werd voor het eerst genoemd in 1627 onder de naam Keepe Kuella unter Kirrumpäh. Kirrumpäh (Kirumpää) ligt aan de Võhandu, stroomopwaarts van Kääpa. Het dorp lag op het landgoed Werrohof, een kroondomein (waaruit in 1784 de stad Võru voortkwam). Kääpa stond bekend onder vele namen: Kiepakülla (1638), Köppe (1738), Keepo (1744), Käpa (1757) en Kjapa (1909). In 1977 werd het buurdorp Punsaku bij Kääpa gevoegd.
In 1856 kreeg Kääpa een basisschool, die nog steeds bestaat.

## Foto's

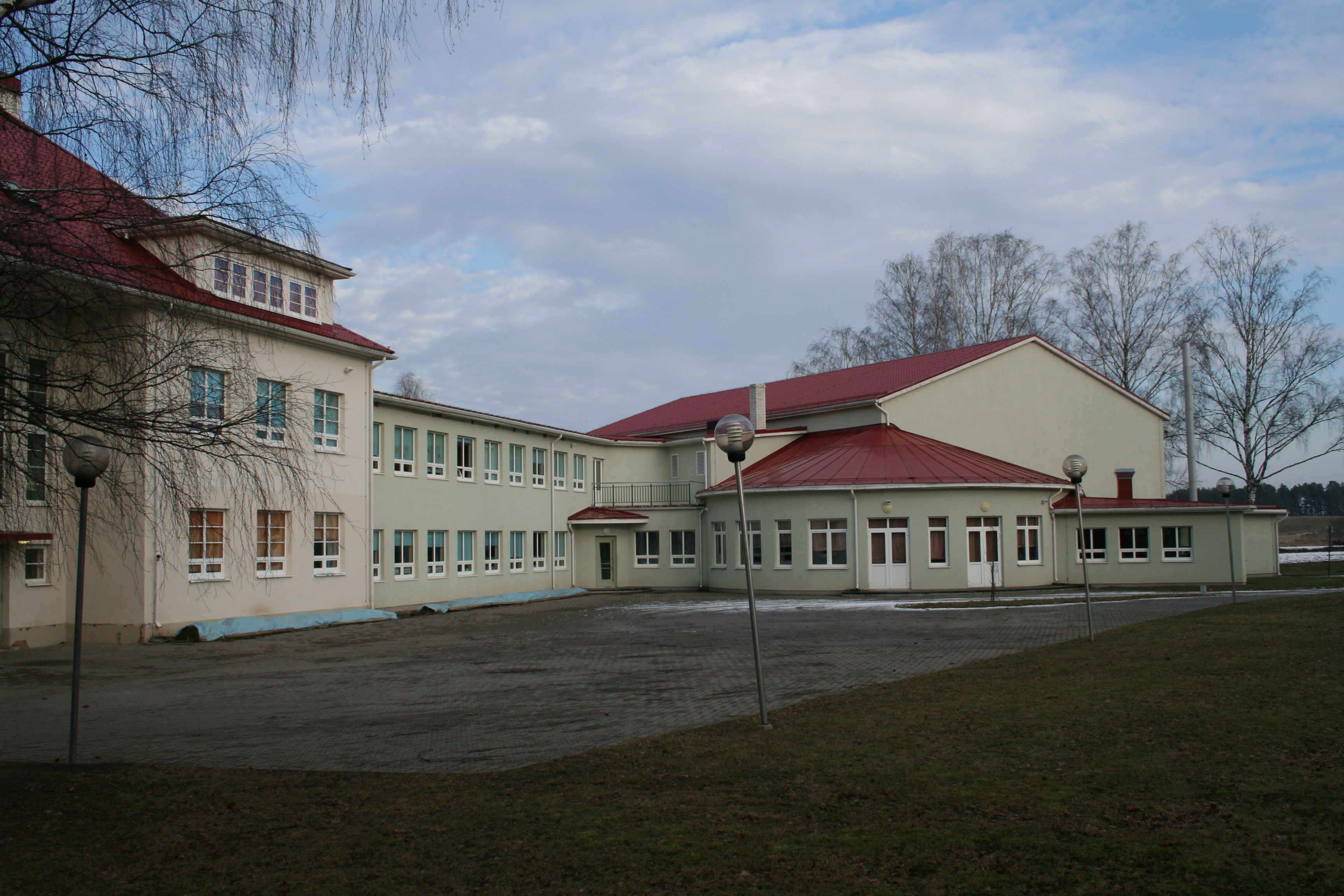
De school van Kääpa
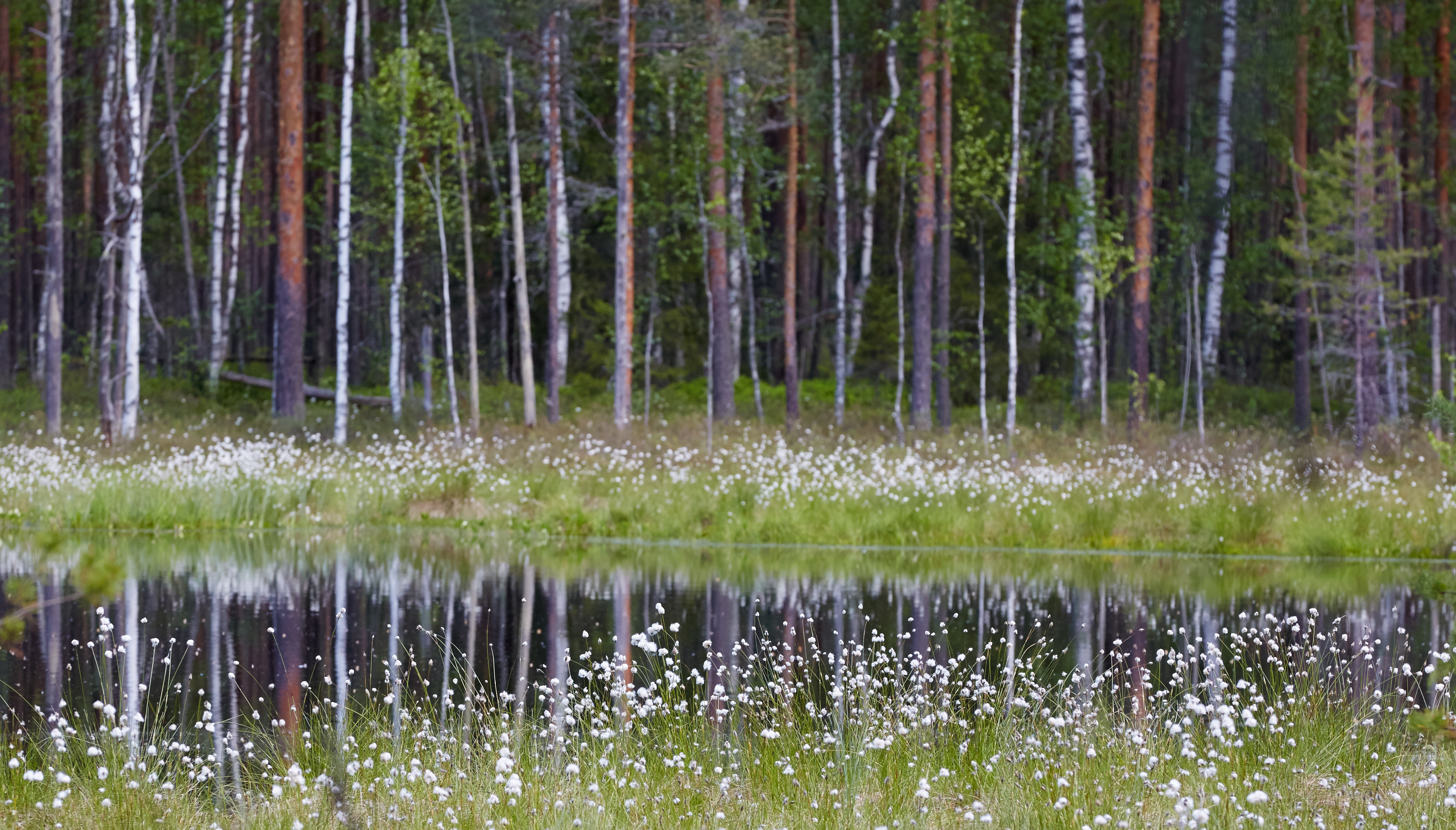
Het Kääpa Palojärv
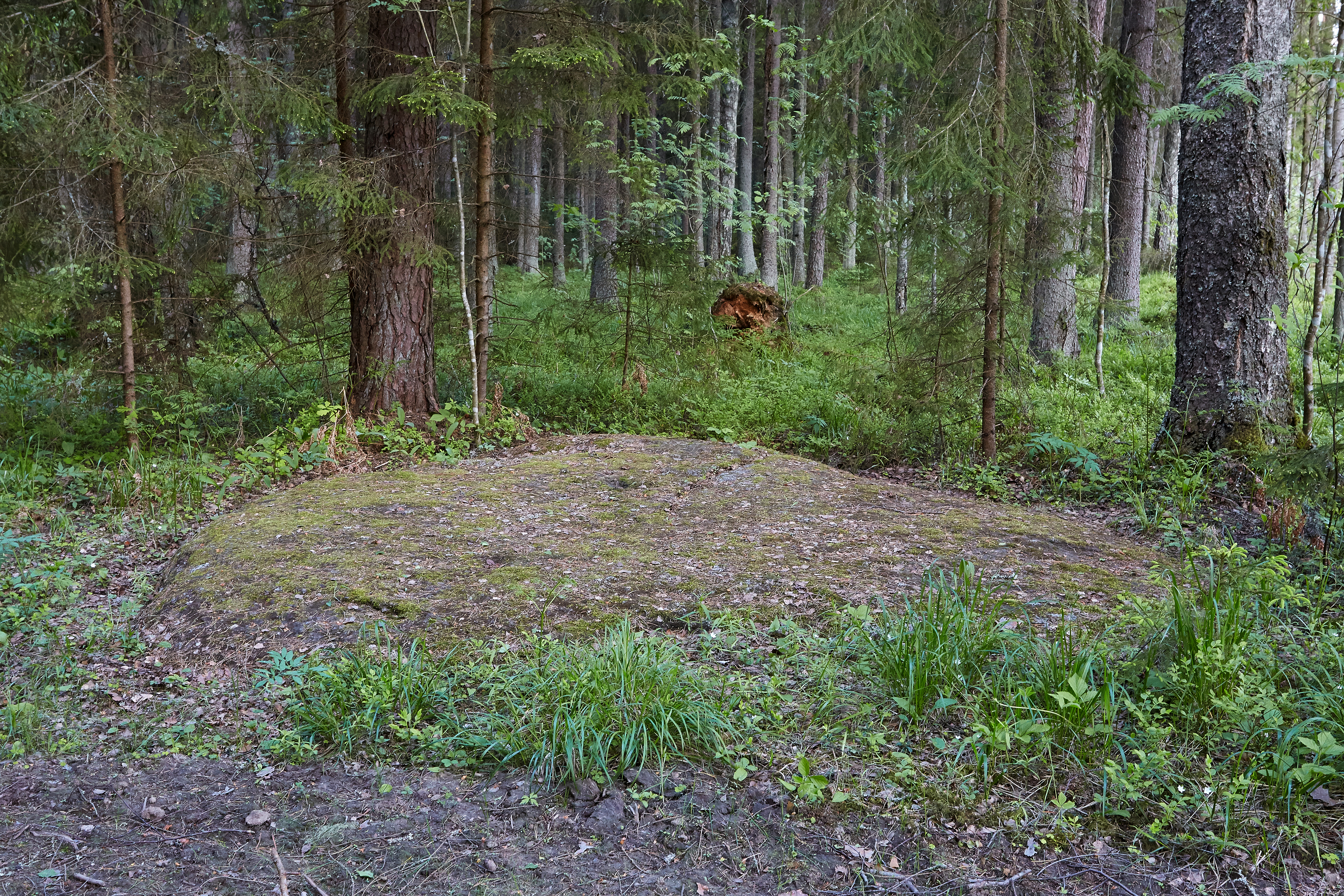
De Kääpa Kuningakivi